# آسو کهزادی
آسو کُهزادی آهنگساز و نوازنده ویولن اهل ایران است که تجربیاتی در زمینه ساخت موسیقی برای تئاتر و فیلم داشته است.

## زندگی‌نامه
آسو کهزادی متولد ۱۳۶۱ است و فراگیری ویولن را از هشت سالگی آغاز کرده است. او تا کنون موفق به کسب رتبه اول نوازندگی ویولن جشنواره موسیقی فجر ۱۳۷۳ و رتبه دوم در سال ۱۳۷۴ شده است. کهزادی کارشناس ارشد آهنگسازی از دانشگاه هنر تهران دارد و برنده بهترین قطعه پایان‌نامه آهنگسازی از دانشگاه هنر در سال ۱۳۸۷ است. اجرای «کنترملودی» (قطعات آکوستیک) ۱۳۹۰ تهران، کورس یک ساله موسیقی الکترونیک ۱۳۹۱ هلند، اجرای «ترنج» (الکترونیک) ۱۳۹۲ اسپانیا، اجراهای سالیانه از جمله افتخارات و فعالیت‌های او است.
دونوازی «آکاردئون» و «ویولن» با اجرای «مهرداد مهدی» و «آسو کهزادی» از سری برنامه‌های پژوهشی گرافیک موسیقی در خانه هنرمندان ایران در ۳۰ فروردین ۱۳۹۶ برگزار شد. مهرداد مهدی و آسو کهزادی روز پنجشنبه ۱۷ اسفند ۱۳۹۶ در قالب سلسله اجراهای «موسیقی - تجربه» در تالار رودکی تهران روی صحنه رفتند.

### اجرای خیابانی
مهرداد مهدی و آسو کهزادی به مناسبت انتشار آلبوم «دورنادئون» تعدادی از قطعات آن را در محله‌های مختلف تهران از جمله در محوطهٔ خانهٔ هنرمندان اجرا کردند.

### مسدود شدن اینستاگرام
به دستور مقامات قضایی از روز پنجشنبه ۲ خرداد ۱۳۹۸ صفحه اینستاگرام وی، نغمه مهردادآبادی و مهرداد مهدی به اتهام انتشار محتوای مجرمانه توسط پیلس فتا مسدود شد. صفحات آنها در شبکه اینستاگرام، به ترتیب حدود ۱۱۳ هزار، ۲۳ هزار و ۴۰ هزار دنبال‌کننده داشت.

## آثار
آلبوم درنادئون در سبک پاپ و نیوایج و شامل بیست قطعه دونوازی آکاردئون و ویولن با نام‌های «عروس»، «نوآن»، «مرغ آتش»، «آشیان سوخته»، «بی آشیانه»، «والس تنهایی»، «پرزاد»، «یادیادک»، «نوجان»، «رقص بادبادک»، «خاتون»، «بازار»، «درنای گنبد نار»، «درناز»، «حنا»، «هزار درنا»، «مرغ مهاجر»، «سرزمین بازگشت»، «جز والس تهران» و «والس تهران» است. تعدادی از قطعات آن را در محله‌های مختلف تهران اجرا کردند.